# 주부 (관직)
주부(主簿)는 한국과 중국에서 과거 사용했던 관직이다.

## 한국

### 고구려
울절(鬱折)이라고도 한다.
중국의 주부와 마찬가지로 국가 문서와 왕명 출납 같은 행정 실무를 담당하였다. 왕의 직속 관료로서 초기에는 제5위 대가와도 동등한 대우를 받았다. 이후 왕권이 강화되면서 주부의 지위도 높아져서 후기에는 제3위를 차지하게 되었다.
대대로, 태대형, 태대사자, 위두대형과 더불어 귀족회의를 구성해 국정을 장악하였다.
고구려가 멸망한 뒤 신라로 망명한 옛 고구려인(보덕국인)들에게 신문왕 6년(686년) 경관(京官)이 사여될 때 주부는 일길찬(一吉飡) 관등을 받았다. 이는 고구려인 출신자들이 받은 관등 가운데서 가장 높은 것이었다.